# Escudo de Benifallet

Escudo oficial de Benifallet

El escudo oficial de Benifallet tiene el siguiente blasonamiento:
Escudo embaldosado: de plata, un monte arbolado de un pino de sinople. Por timbre una corona mural de villa.

## Historia
El escudo fue aprobado por la Generalidad de Cataluña el 13 de febrero del 2001. Por su simbología, el pino encima del cerro es una señal tradicional del escudo de Benifallet. De hecho, la villa se encuentra situada en una área montañosa (la Sierra de Cardó), rica en pinos.